# ماینکرفت (فرنچایز)
ماینکرفت (به انگلیسی: Minecraft) یک سری بازی ویدئویی و فرنچایز چندرسانه‌ای است که بیشتر توسط استودیوی موجنگ ساخته شده و حول بازی ویدئویی‌ای به همین نام است. این فرنچایز شامل شش بازی ویدئویی، همراه با کتاب‌های مختلف، کالاها و رویدادها و یک فیلم نمایشی آینده است. مایکروسافت استودیوهای موجنگ را در سال ۲۰۱۴، در کنار فرنچایز  ماینکرفت و نسخه‌های آن خریداری کرد. این بازی برای اکس‌باکس گیم استودیوز و سونی اینتراکتیو انترتینمنت و در پلت‌فرم‌های اندروید، آی‌اواس، لینوکس، مک‌اواس، مایکروسافت ویندوز، کروم اواس، نتفلیکس، نینتندو ۳دی‌اس، نینتندو سوئیچ، پلی‌استیشن ۳، پلی‌استیشن ۴، رزبری پای، تی‌وی او اس، وی یو، ایکس‌باکس ۳۶۰، اکس‌باکس وان، و اکس‌باکس سری اکس و سری اس منتشر شده‌است.